# Жаманшін (річка)
Жаманшін (порт. Rio Jamanxim) — річка у штаті Пара на півночі центральної Бразилії. Бере початок у горах Серра-ду-Качімбо. Річка є притокою Тапажоса, у яку впадає за кілька кілометрів вище за течією від міста Ітаїтуба.

## Русло
Річка протікає через екорегіон вологих лісів Тапажос-Шінгу.  Вона протікає через національний ліс Ітаїтуба I.  Басейн річки також містить частину національного парку Ріу-Нову. 